# ガブリエル・ポセンティ
ガブリエル・ポセンティ（Gabriele Possenti 本名：フランチェスコ、1838年3月1日 - 1862年2月27日）は、イタリアのカトリック教会御受難会の修道者、聖人。修道名は「悲しみの聖母のガブリエル」（Gabriele dell'Addolorata）。

## 生涯
ガブリエルはイタリア・アッシジの裕福な家庭の息子として生まれ、幼名は「フランチェスコ」といった。成長し上流社会に入り名声と富を求めるようになる。
しかし重病を患ったのを契機に信仰に目覚め、修道者を志す。
18歳のとき、御受難会に入会、「悲しみの聖母のガブリエル」の修道名をいただく。
6年間、修道生活を過ごし、イエス・キリストの十字架の苦難を黙想した。
1862年2月27日、肺結核により帰天（死去）。
彼の墓があるグランサッソ修道院は巡礼地となっている。